# 全日本学生囲碁最強位戦
全日本学生囲碁最強位戦（ぜんにほんがくせいいごさいきょういせん）は、全日本学生囲碁連盟、株式会社パンダネット主催の囲碁のアマチュア棋戦。2013年創設。

## 概要
- 大学生、高校生、大学院生、短大生、高専生が参加する。
- 最強位戦 (棋力目安：五段以上)、昇位戦　(棋力目安：初段～四段程度)、新星位戦　(棋力目安：1級以下)の3クラスに分かれて対戦。
- 成績優秀者は国際アマチュア・ペア碁選手権大会への出場機会を得る。

## 規定
- パンダネットを使ったネット対局
- オール互先　黒番6目半コミ出し
- 手番はコンピューターがランダムに決定
- 決勝大会は最強位戦8名、昇位戦と新星位戦は各4名、計16名の予選通過者が出場し トーナメント戦を行う。
- 決勝大会の持ち時間は40分。使い切ると、1手30秒の秒読み。
- AIの不正利用が疑われる場合には、「審判による棋譜の検証」「AIとの一致率の調査」「プロ棋士によるネット試験碁」が行われ、失格および主催団体が関係する一切の大会への参加を不可とする場合がある。

## 最強位戦 歴代優勝者と準優勝者
| 回 | 年   | 優勝者                                     | 準優勝者                                   | 出典                                       |
| -- | ---- | ------------------------------------------ | ------------------------------------------ | ------------------------------------------ |
| 1  | 2013 | 加畑陽一 (早稲田大学)                      | 牧野瀬公璽 (東京大学)                      | [ 1 ]                                      |
| 2  | 2014 | 加畑陽一 (早稲田大学)                      | 山下寛 (立命館大学)                        | [ 2 ]                                      |
| 3  | 2015 | 石村竜青 (日本大学)                        | 星合真吾 (早稲田大学)                      | [ 3 ]                                      |
| 4  | 2016 | 大関稔 (専修大学)                          | 平野翔大 (立命館大学)                      | [ 4 ]                                      |
| 5  | 2017 | 杉田俊太朗 (立命館大学)                    | 星合真吾 (早稲田大学)                      | [ 5 ]                                      |
| 6  | 2018 | 山田真生 (東京理科大学)                    | 栗田佳樹 (東京理科大学)                    | [ 6 ]                                      |
| 7  | 2019 | 星合真吾 (早稲田大学)                      | 平松慶己 (立命館大学)                      | [ 7 ]                                      |
| 8  | 2020 | 笠原悠暉 (灘高校)                          | 西村僚太郎 (立命館大学)                    | [ 8 ]                                      |
| 9  | 2021 | 新型コロナウイルス感染拡大防止のため、中止 | 新型コロナウイルス感染拡大防止のため、中止 | 新型コロナウイルス感染拡大防止のため、中止 |
| 10 | 2022 | 川口飛翔（東京大学）                       | 曹睿梟（東京大学）                         | [ 9 ]                                      |